# Nawasiołki (rejon orszański)
Nawasiołki (biał. Навасёлкі; ros. Новосёлки, Nowosiołki) – wieś na Białorusi, w obwodzie witebskim, w rejonie orszańskim, w sielsowiecie Wuscie.
Wieś położona jest u ujścia Adroua do Dniepru. Od północy graniczy z Orszą.